# 若林真帆
若林 真帆（わかばやし まほ、2004年12月10日 - ）は日本の元ファッションモデル。佐賀県出身。元エヴァーグリーン・エンタテイメント所属。
2016年の「第20回ニコラモデルオーディション」でグランプリを受賞。同年9月より、ファッション雑誌「nicola」（ニコラ）の専属モデル。

## 人物

### 好きなブランド・ファッション
- 好きなファッションはカジュアルの中に少しかわいげがある感じ[3]。
- 好きなブランドはレピピアルマリオ、ラブトキシック[3]。

### 趣味・特技
- 趣味は音楽を聴く・テレビを見る[3]。
- 特技はアニメキャラの模写[3]。

## 出演

### 雑誌
- nicola（新潮社、2016年～2021年） - 2016年9月発売の10月号より専属モデル[3]